# Liparis curilensis
Espèce
Synonymes
- Cyclogaster curilensis Gilbert & Burke, 1912[1]

Liparis curilensis est une espèce de poissons de la famille des Liparidae (« limaces de mer »).

## Systématique
L'espèce Liparis curilensis a été initialement décrite en 1912 par Charles Henry Gilbert et Charles Victor Burke (d) sous le protonyme de Cyclogaster curilensis.

## Répartition
Liparis curilensis est une espèce marine qui se rencontre sur l'ile de Simouchir et au Japon, à une profondeur maximale de 10 m.

## Description
Liparis curilensis mesure jusqu'à 11 cm.